# Варошлук
Варошлук је насељено место у Босни и Херцеговини, у општини Травник. Административно припада Федерацији Босне и Херцеговине, односно њеном Средњобосанском кантону. Према попису становништва из 2013. у насељу је било 693 становника, а већинску популацију чинили су Бошњаци. Пре рата село је било етнички већинско српско.

## Становништво
По последњем попису становништва из 2013. године у овом насељу живело је 693 становника, а село је било етнички хомогено са већинском бошњачком популацијом.
| Националност       | 2013.        | 1991.        | 1981.        | 1971.        |
| Бошњаци            | 616 (88,89%) | 23 (3,12%)   | 16 (3,03%)   | 29 (8,35%)   |
| Хрвати             | 12 (1,73%)   | 50 (6,79%)   | 18 (3,03%)   | 54 (8,35%)   |
| Срби               | 1 (0,14%)    | 648 (88,04%) | 554 (93,27%) | 562 (86,86%) |
| Југословени        | —            | 5 (0,68%)    | 4 (0,67%)    | 0            |
| Црногорци          | —            | 0            | 1 (0,17%)    | 1 (0,15%)    |
| остали и непознато | 64 (9,24%)   | 10 (1,36%)   | 1 (0,17%)    | 1 (0,15%)    |
| Укупно             | 693          | 736          | 594          | 647          |